# El Occidente
El Occidente fue un periódico editado en la ciudad española de Madrid entre 1855 y 1860, durante el reinado de Isabel II.

## Historia
Editado en Madrid y de circulación diaria, su primer número se publicó el 10 de enero de 1855. El 1 de enero de 1856 editaba números de  cuatro páginas, impresos por J. García Verdugo, más tarde lo haría en una imprenta propia y en la de F. Dávila. Cesó el 22 de mayo de 1860.
De ideología moderada, fue dirigido por Cipriano del Mazo y participaron en la redacción nombres como los de José María de Albuerne, Fernando Cos-Gayón, Manuel Fernández Manrique, Luis González Bravo, Fernando Martín Redondo, José Salgado, Eustaquio de Soto y Manuel Torrijos.